# 日本自卫队驻吉布提据点
日本自卫队驻吉布提据点（日语：ジブチ共和国における自衛隊拠点）是日本自卫队設立在吉布提安布利附近的军事基地。这是日本自卫队第一个长期駐扎的海外基地。

## 背景
2009年，为应对索馬利亞海盜，日本国会通过了反海盗措施法。        
从2009年3月起，日本海上自衛隊向亞丁灣部署了涟號護衛艦和村雨型護衛艦。日本海上自卫队还在吉布提部署了两架P-3獵戶座海上巡邏機，不過这些飞机受美国海军管理的萊蒙尼爾營指揮。

## 历史
2011年，日本海上自卫队在吉布提建立了自己的軍事基地，並在基地內部署了180名士兵，這些士兵轮流驻扎4个月。軍事基地內有指挥部、膳宿设施和停机坪。 

## 另見
- 日非关系
  - 日本－吉布提關係
- 吉布提的其他军事基地和軍用設施： 
  - 中国人民解放军驻吉布提保障基地
  - 萊蒙尼爾營（英语：Camp Lemonnier）[6]
  - 188空軍基地[7]